# Nick Van Exel
Pour les articles homonymes, voir EXEL (homonymie).
Nick Van Exel, de son nom complet Nickey Maxwell Van Exel (né le 27 novembre 1971 à Kenosha, Wisconsin) est un joueur américain professionnel de basket-ball. Van Exel, meneur de jeu gaucher d'1,85 m est réputé pour son style de jeu spectaculaire et sa capacité à inscrire les tirs décisifs en fin de match. Il entame ensuite une carrière d'entraîneur, évoluant en tant qu'adjoint au sein de différents clubs.

## Carrière universitaire
L'entraîneur Bob Huggins incorpore Van Exel dans l'équipe des Bearcats de l'université de Cincinnati graduellement, lui conférant un statut de titulaire lors des vingt dernières rencontres de la saison. Lors de ce laps de temps, Van Exel mène les Bearcats à un bilan de 18 victoires pour 2 défaites ponctué d'une apparition au Final Four NCAA.
Lors de son année senior, Van Exel est le meilleur Bearcat en termes de points (18,3 par match) et de passes décisives (4,5 par match). Il mène l'équipe au Elite Eight du tournoi NCAA. Il remporte la distinction All-America et est finaliste du Wooden Award en senior. En seulement deux saisons, il devient le recordman de l'histoire de Cincinnati au nombre de tirs à 3-points inscrits (147), tentés (411) et au pourcentage (35,8 %). Ces records ont été battus depuis.

## Carrière NBA
En 14 années en NBA, Van Exel joue successivement pour les Lakers de Los Angeles, les Nuggets de Denver, les Mavericks de Dallas, les Warriors de Golden State, les Trail Blazers de Portland, et les Spurs de San Antonio.
La carrière de Van Exel commence quand il est sélectionné par les Lakers de Los Angeles au second tour au 37e rang lors de la Draft 1993 de la NBA. Van Exel et Eddie Jones sont les pièces maîtresses dans la reconstruction des Lakers au début des années 1990. Mené par le jeu de Van Exel, les deux meneurs aident l'équipe à participer aux playoffs 1995 après que les Lakers les ont manqués pour la première fois en 1994. Il est membre du deuxième cinq des débutants, All-Rookie Team. Il inscrit lors de la cinquième manche de la confrontation face aux Spurs en playoffs le tir décisif pour la prolongation, puis le tir victorieux.
Lors de sa carrière avec les Lakers, Van Exel réalise 14,9 points par match et 7,3 passes décisives, finissant dans le Top 10 de la NBA dans ces deux catégories. Van Exel a des relations tendues avec certains de ses coéquipiers, dont le tout nouveau drafté de 1996 Derek Fisher, ainsi qu'avec Kobe Bryant et Shaquille O'Neal, qui rejoignent les Lakers en 1996, ce transfert est considéré comme la cause du conflit avec l'entraîneur Del Harris. Il est sélectionné au NBA All-Star Game 1998 en compagnie de trois de ses coéquipiers.
Le 24 juin 1998, après cinq saisons en tant que meneur de jeu titulaire, Van Exel est transféré aux Nuggets de Denver contre Tony Battie et les droits de draft de Tyronn Lue.
Jouant dans une équipe des Nuggets qui est l'une des pires équipes de la ligue à cette époque, Van Exel réalise alors ses moyennes statistiques les plus hautes. En quatre saisons, il signe des moyennes de 17,9 points et 8,3 passes décisives par match, dont 21,4 points en 27 matches lors de la saison NBA 2001-2002.
Le 21 février 2002, il est transféré par les Nuggets en compagnie de Raef LaFrentz, Avery Johnson et Tariq Abdul-Wahad aux Mavericks de Dallas contre Juwan Howard, Donnell Harvey, Tim Hardaway et un premier tour de la draft 2002.
À Dallas, Van Exel a un petit rôle, mais contribue à 3 points. Il réalise 15,5 points par match lors de la saison NBA 2002-2003 et près de 20 points lors des playoffs 2003.
Van Exel est transféré le 18 août 2003 aux Warriors de Golden State en compagnie de Evan Eschmeyer, Avery Johnson, Popeye Jones et Antoine Rigaudeau contre Antawn Jamison, Chris Mills, Danny Fortson et Jiří Welsch. Lors de la saison NBA 2003-2004, il joue seulement 39 rencontres, avec des moyennes de 12,6 points et 5,3 passes décisives.
Le 20 juillet 2004, il est de nouveau transféré par Golden State aux Trail Blazers de Portland en échange de Dale Davis et Dan Dickau. Avec les Blazers, il inscrit 11 points par match en 53 matches.
Portland évince Van Exel le 3 août 2005, et il signe alors avec les Spurs de San Antonio le 29 août. Après cette signature, Van Exel déclare que ce serait sa dernière saison en NBA. 
Les Spurs l'alignent lors de 65 rencontres durant la saison NBA 2005-2006. Il réalise ses plus faibles moyennes statistiques en carrière (5,5 points), (15 minutes). Lors des playoffs 2006, San Antonio est éliminé par les Mavericks de Dallas. Deux jours plus tard, le 24 mai 2006, ESPN annonce que Van Exel prend sa retraite.
Nick Van Exel est connu comme l'un des joueurs les plus décisifs de son époque, élevant considérablement son niveau de jeu lors des playoffs et transformant les tirs vainqueurs pour son équipe. Il se classe au 24e rang de l'histoire de la ligue au nombre de tirs à 3-points inscrits (1528) et au troisième rang de celle des Lakers (750).

## Carrière d'entraîneur
Après avoir occupé un poste d'assistant en NCAA chez les Tigers de Texas Southern, il intègre en 2010 l'encadrement des Hawks en tant qu'entraîneur-adjoint choisi par l'entraîneur Larry Drew avec le rôle d'aider les jeunes joueurs dans leur progression, notamment Jeff Teague et Jordan Crawford. Il reste au sein des Hawks jusqu'en 2012.
En 2013, il intègre l'effectif des Bucks de Milwaukee dans un poste d'entraîneur adjoint.
En 2014-2015, il est entraîneur adjoint chez les Legends du Texas en D-League.
En juillet 2015, il est nommé entraîneur principal des Legends du Texas.
En août 2021, Van Exel rejoint l'encadrement des Hawks d'Atlanta comme adjoint de l'entraîneur principal Nate McMillan.

## Vie personnelle
En décembre 2010, son fils Nickey avoue le meurtre d'un de ses amis. Âgé de 22 ans, il est condamné à 60 ans de prison.

## À noter
- Lors de sa période avec les Lakers de Los Angeles, Van Exel était désigné par le surnom « Nick the Quick. »
- Sa technique de lancer-franc était peu orthodoxe par le fait qu'il avait un pied derrière la ligne. Il développa ce style après son passage aux Lakers car il sentait qu'il tirait mieux quand il n'était pas sur la ligne. Sa réussite aux lancers-francs en carrière est de 79,6 %.
- Il avait différents surnoms outre "Nick the Quick", "Van Smack" et Nick "Van Excellent". Au lycée, son surnom était "Pearl"
- Il a une cicatrice sur son sourcil droit à la suite d'un accident de la circulation lorsqu'il était adolescent.
- Il portait le numéro 31 quand il jouait à l'université à Cincinnati, le numéro 9 avec les Lakers de Los Angeles, le numéro 37 avec les Warriors de Golden State, le numéro 19 avec les Trail Blazers de Portland et le numéro 31 avec les Nuggets de Denver, les Mavericks de Dallas et les Spurs de San Antonio.
- Dans la chanson Crazy in Love de Beyoncé et Jay-Z, Van Exel est mentionné par Jay-Z: "Soprano the roc handle like Van Exel".